# Kalíninskaia (Krasnodar)
|  | Per a altres significats, vegeu «Kalíninskaia». |

Kalíninskaia - Калининская (rus) - és un poble (una stanitsa) del krai de Krasnodar, a Rússia. Es troba a la vora dreta del riu Ponura, afluent del riu Kuban. És a 57 km al nord-oest de Krasnodar.

## Història
El nom de la vila es remunta a un assentament dels zaporoges a finals del segle xvi, que a finals del segle xviii colonitzaren el Kuban com a cosacs de la mar Negra. La primavera del 1794 es fundà l'assentament de Popovitxévskoie amb 497 colons. El 1808 l'assentament, com que hi havia a prop la guerra, es traslladà a la vora dreta del riu. El 1842 la vila ja tenia 2.099 habitants, i obtingué l'estatus de stanitsa, amb el nom de Popovitxévskaia. El 1916 tenia ja 11.601 habitants.
Amb el procés de repressió contra els kulaks i la gran fam del 1933, la població es reduí a la meitat. Els tres kolkhoz que es trobaven a la ciutat es fusionaren en un de sol el 1950. Finalment, el 1957 l'stanitsa prengué el nom de Kalíninskaia.

## Demografia
| 1794 | 1842  | 1916   | 1959  | 1989   | 2002   | 2010   |
| ---- | ----- | ------ | ----- | ------ | ------ | ------ |
| 497  | 2 099 | 11 601 | 6 200 | 11 263 | 13 192 | 13 391 |